# Jędrzej Goss
Jędrzej Goss (ur. 3 lipca 1996) – polski siatkarz, grający na pozycji atakującego. 

## Sukcesy klubowe

### juniorskie
Mistrzostwa Polski Juniorów:
- 2015

Młoda Liga:
- 2015

### seniorskie
II liga:
- 2019

I liga:
- 2025[4]
- 2020

## Nagrody indywidualne
- 2015: Najlepszy atakujący Mistrzostw Polski Juniorów[5]